# Höfchen (Höhscheid)
Höfchen ist ein aus einer Hofschaft hervorgegangener Wohnplatz in der bergischen Großstadt Solingen. 

## Lage und Beschreibung
Höfchen befindet sich am Rande von Widdert innerhalb des Stadtbezirks Burg/Höhscheid. Der Ort befindet sich an einer nach ihm benannten Stichstraße südlich der Börsenstraße, die auf einem Höhenzug zwischen dem Weinsbergtal und der Wupper zwischen Solingen und Widdert verläuft. Entsprechend fällt das Gelände von Höfchen aus in südliche Richtung terrassiert in das Untere Wuppertal ab. Durch den bewaldeten Wupperhang am Höfchen vorbei führt auch der Klingenpfad. Einzelne Bäche und Rinnsale wie der Kaltentaler Bach entwässern die Hochfläche in Richtung der Wupper. Teile der historischen Bebauung in Höfchen sind heute denkmalgeschützt. Ein denkmalgeschütztes Fachwerkhaus musste in den 2010er Jahren einem Neubau weichen. Unmittelbar nördlich von Höfchen, an der Börsenstraße 87, befindet sich die ehemalige Dampfschleiferei Loos’n Maschinn.
Benachbarte Orte sind bzw. waren (von Nord nach West): Obenfürkelt, Vockert, Vockerterbusch, Evertsaue, Wüstenhof, Heiler Kotten, Rölscheid, Obenwiddert, Heide und Mittelfürkelt.

## Etymologie
Der Ortsname ist eine Verniedlichungsform von dem Wort Hof, bezeichnet also einen kleinen (Bauern)Hof. 

## Geschichte

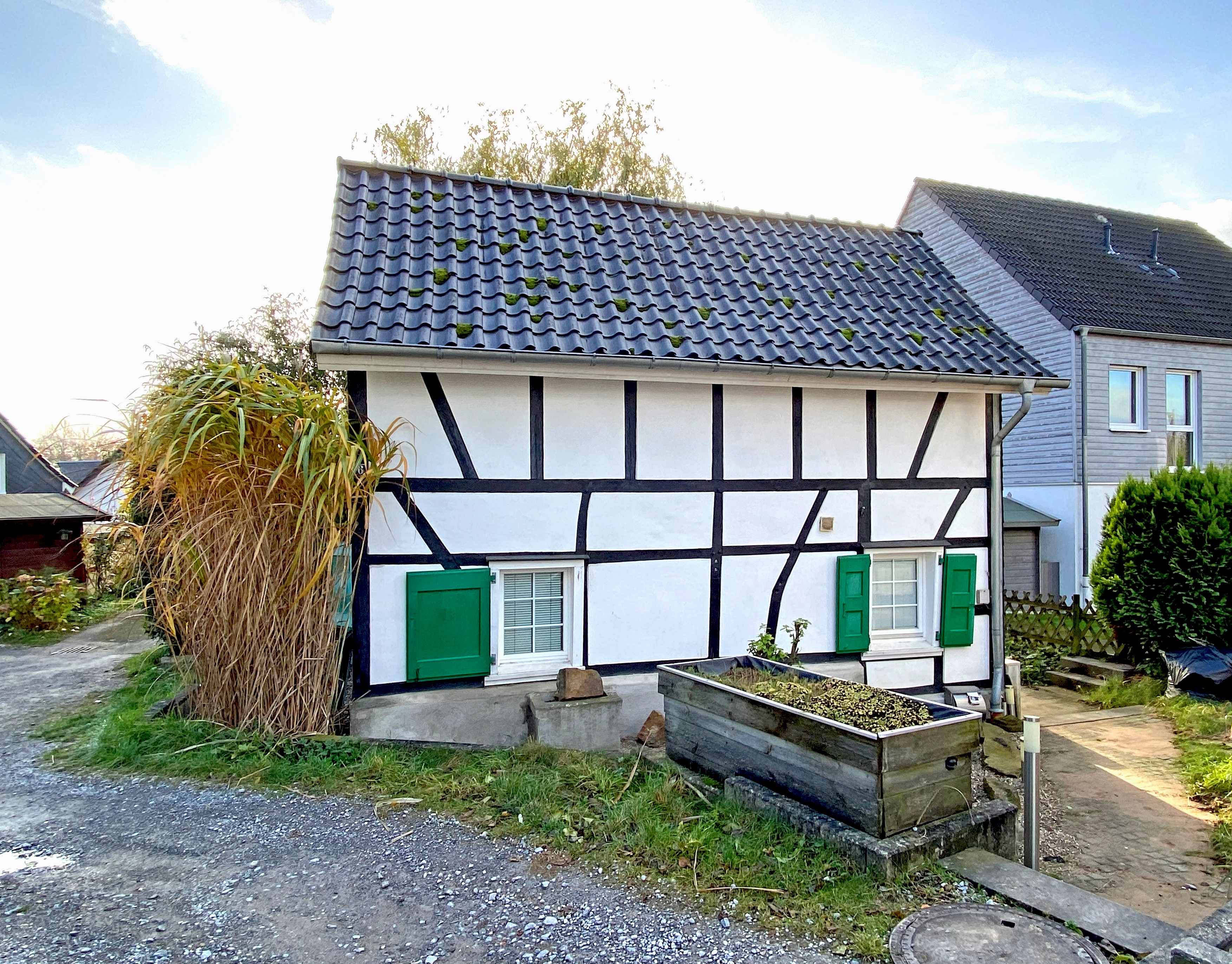
Höfchen 6

Höfchen ist seit dem 16. Jahrhundert nachgewiesen, möglicherweise entstand der Bauernhof als Abspliss der angrenzenden, größeren Hofschaft Obenwiddert. In der Karte Topographia Ducatus Montani, Blatt Amt Solingen, von Erich Philipp Ploennies aus dem Jahr 1715 ist der Ort mit einer Hofstelle verzeichnet und als t. höfgen benannt. Er wurde in den Ortsregistern der Honschaft Widdert innerhalb des Amtes Solingen geführt. Die Topographische Aufnahme der Rheinlande von 1824 verzeichnet den Ort als Höfchen, während ihn die Preußische Uraufnahme von 1844 als Teil des Ortes Obenwiddert darstellt. In der Topographischen Karte des Regierungsbezirks Düsseldorf von 1871 ist der Ort nur unbenannt verzeichnet. In der Karte vom Kreise Solingen des Solinger Landmessers C. Larsch aus dem Jahr 1875 ist der Ort als Höffgen verzeichnet. Die Preußische Neuaufnahme von 1893 verzeichnet den Ort als Höfchen. 
Nach Gründung der Mairien und späteren Bürgermeistereien Anfang des 19. Jahrhunderts gehörte der Ort zur Bürgermeisterei Höhscheid, die 1856 zur Stadt erhoben wurde und lag dort in der Flur IV. Widdert.
Mit der Städtevereinigung zu Groß-Solingen im Jahre 1929 wurde Höfchen ein Ortsteil Solingens. Im Jahre 1994 wurde das Schieferdoppelhaus Höfchen 5, 7 als Baudenkmal in die Solinger Denkmalliste eingetragen, das rechts oben abgebildet ist. Im Jahre 1996 folgten die Gebäude Höfchen 4, 4a, 4b und Höfchen 6. Das Fachwerkgebäude Höfchen 4, 4a, 4b wurde allerdings in den 2010er Jahren zugunsten eines Neubaus an gleicher Stelle abgebrochen.
Neben dem Straßennamen Höfchen erinnert auch eine Bushaltestelle der Oberleitungsbuslinie 684 der Stadtwerke Solingen an die einstige Hofschaft.